# Jun Limpot
 Zandro P. "Jun" Limpot jr. (Tago, 14 december 1971) is een voormalig Filipijns basketbalspeler. Limpot was een veelzijdige speler, die voornamelijk speelde op de Center-positie, maar ook wel werd ingezet als Power-forward. Limpot was een grote ster in de Filipijnse competitie voor universiteitsteams, de UAAP. Nadien speelde hij enkele jaren in de amateurcompetitie PBL voor hij in 1993 de overstap maakte naar de Filipijnse professionele basketbalcompetitie, de PBA in 1993. Limpot speelde in de PBA achtereenvolgens voor Sta. Lucia Realtors, Barangay Ginebra Kings en Purefoods TJ Hotdogs tot hij in 2007 zijn carrière beëindigde.

## Carrière
Limpot begon zijn sportcarrière als tennisspeler, maar switchte op aanraden van zijn oom, voormalig gouverneur Jose Sering, naar basketbal. Hij speelde college-basketbal voor De La Salle University Green Archers en won met dat team twee UAAP titels in 1989 en 1990. Ook werd hij een recordaantal van drie keer uitgeroepen tot Most Valuable Player van de UAAP. Na het winnen van de tweede titel volgde Limpot zijn coach Derek Pumaren naar Magnolia Ice Cream, een team dat uitkwam in de amateurcompetitie Philippine Basketball League (PBL). Ook in de PBL won hij een Most Valuable Player Award.
In 1993 maakte Limpot de overstap naar de profs van de Philippine Basketball Association (PBA), waar bij de draft als 1e werd gekozen door Sta. Lucia. De verwachtingen waren door zijn prestaties in de UAAP en PBL torenhoog en zijn debuutjaar was memorabel. Hij won de titel Rookie of the Year en werd gekozen in het All-Defensive Team van de PBA. In de zeven jaar dat hij voor Sta Lucia speelde slaagde hij er met het team echter niet in een titel te winnen. In 2000 werd hij geruild voor Marlou Aquino van Barangay Ginebra Kings en weer vier jaar later volgde een overstap naar Purefoods TJ Hotdogs. Ook bij deze twee teams zou hij geen titel winnen. Opvallend was dat zowel Sta. Lucia als Ginebra een titel won in het jaar nadat Limpot er vertrok. Na drie jaar Purefoods beëindigde hij in 2007 zijn basketbalcarrière.
Naast zijn clubcarrière speelde Limpot ook diverse keren voor het Filipijns nationaal basketbalteam. Zo was hij een van de spelers die op de Aziatische Spelen van 1998 een bronzen medaille veroverden.

## Bron
- (en)  Christian Bocobo en Beth Celis, Legends and Heroes of Philippine Basketball, The House Printers, Manilla (2004)